# Regionplanering
Regionplanering avser fysisk planering och samhällsplanering, för ett större geografiskt område.
Medan stadsplanering bedrivits medvetet mycket länge, så är regionplanering ett mer nutida fenomen. En tidig förespråkare för regionplanering var skotten Patrick Geddes, som i sin bok Cities in Evolution (1915) förespråkade regionala undersökningar som grund för hur städerna skulle kunna utvecklas. Funktionalisternas internationella organisation CIAM (Congrès Internationaux d'Architecture Moderne) slog fast 1933 i sin stadsbyggnadsdeklaration, Aténchartan, att ”stad och landsbygd växer samman som delar av samma regionala enhet. Varje stad är en del av en geografisk, social, kulturell och politisk enhet – region – på vilken deras utveckling vilar. Städer och storstäder kan inte studeras skilt från den omgivande regionen”. En ytterligare inspiratör var den amerikanske sociologen Lewis Mumford, som 1923 var med och grundade Regional Planning Association of America. 
Några tidiga och internationellt uppmärksammade regionplaner är regionplanen för New York State, utarbetad av Henry Wright 1926, Greater London Plan från 1944, under ledning av Sir Patrick Abercrombie och Skitseforslag till Egnsplan for Stor-København, den så kallade Fingerplanen från 1947.